# Малахова (Белоевское сельское поселение)
Малахова — деревня в Кудымкарском районе Пермского края. Входила в состав Белоевского сельского поселения. Располагается северо-западнее от города Кудымкара. Расстояние до районного центра составляет 36 км. По данным Всероссийской переписи населения 2010 года, в деревне проживало 18 человек (9 мужчин и 9 женщин).

## История
По данным на 1 июля 1963 года, в деревне проживало 139 человек. Населённый пункт входил в состав Кувинского сельсовета.